# Andrea Lykke Oehlenschlæger
Andrea Lykke Oehlenschlæger (født 11. august 1997 i Etiopien) er en dansk sangerinde, skuespiller, musicalskuespiller og stemmeskuespiller.
Hun har blandt andet sunget sammen med DR Symfoniorkestret.
I 2022 deltog hun i sæson 19 af Vild med dans, hvor han dansede med Eugen Miu.

## Privat
Oehlenschlæger og hendes søster blev født 11. august 1997 i Addis Ababa, Etiopien.
Andrea Lykke Oehlenschlæger og hendes tvillingesøster Anna blev adopteret fra Etiopien som otte måneder gammel og opvokset i Ringkøbing, Jylland.
Hun er gift med Ludvig Brygmann, med hvem hun har et barn.